# Tjirtjik
Tjirtjik är en stad i provinsen Tasjkent i östra Uzbekistan nära gränsen mot Kazakstan. Staden är belägen vid Tjirtjikfloden cirka 32 km nordöst om huvudstaden Tasjkent. Staden grundades 1935 som ett resultat av att flera mindre byar växte ihop i samband med ett bygge av ett vattenkraftverk på Tjirtjikfloden.
Tjirtjik ligger mitt i ett område med intensivt jordbruk. Huvudsakliga produkter är grönsaker och frukter, exempelvis meloner och vindruvor. En stor elektrokemisk fabrik producerar gödningsmedel för regionens kollektiva jordbruk. Tjirtjiks industrier inkluderar även produktion av olika legeringar av järn samt maskineri för jordbruket och den kemiska industrin.
Tjirtjik är även ett rekreationsområde under vintern, främst för huvudstadsborna. Staden har en skidort inte långt bort, kallad Tjimgan, som lockar turister från hela Centralasien och Ryssland.

## Klimat
|                                            | Jan  | Feb  | Mar  | Apr  | Maj  | Jun | Jul | Aug | Sep | Okt  | Nov  | Dec  |
| ------------------------------------------ | ---- | ---- | ---- | ---- | ---- | --- | --- | --- | --- | ---- | ---- | ---- |
| Normaldygnets maximitemperaturs medelvärde | 7    | 9    | 14   | 22   | 27   | 33  | 36  | 34  | 29  | 21   | 14   | 8    |
| Normaldygnets minimitemperaturs medelvärde | −1   | 0    | 5    | 10   | 14   | 18  | 20  | 18  | 13  | 8    | 4    | 0    |
|                                            |      |      |      |      |      |     |     |     |     |      |      |      |
| Nederbörd                                  | 32,1 | 40,1 | 38,1 | 38,4 | 25,6 | 8,9 | 2,5 | 0,9 | 1,4 | 13,3 | 26,2 | 38,9 |

| Diagram | temperaturer i °C • månadsnederbörd i mm • Källa: | temperaturer i °C • månadsnederbörd i mm • Källa: | temperaturer i °C • månadsnederbörd i mm • Källa: | temperaturer i °C • månadsnederbörd i mm • Källa: | temperaturer i °C • månadsnederbörd i mm • Källa: | temperaturer i °C • månadsnederbörd i mm • Källa: | temperaturer i °C • månadsnederbörd i mm • Källa: | temperaturer i °C • månadsnederbörd i mm • Källa: | temperaturer i °C • månadsnederbörd i mm • Källa: | temperaturer i °C • månadsnederbörd i mm • Källa: | temperaturer i °C • månadsnederbörd i mm • Källa: | temperaturer i °C • månadsnederbörd i mm • Källa: |
|         | 32 7 -1                                           | 40 9 0                                            | 38 14 5                                           | 38 22 10                                          | 26 27 14                                          | 9 33 18                                           | 3 36 20                                           | 1 34 18                                           | 1 29 13                                           | 13 21 8                                           | 26 14 4                                           | 39 8 0                                            |